# Anomala albaya
Anomala albaya är en skalbaggsart som beskrevs av Gilbert John Arrow 1915. Anomala albaya ingår i släktet Anomala och familjen Rutelidae. Inga underarter finns listade i Catalogue of Life.